# 染病 (最後生還者)
《染病》是美国后末日题材电视剧《最后生还者》第一季的第二集。本集由共同创剧人克雷格·麦辛编写，共同创剧人尼尔·德鲁克曼执导，后者为2013年原作游戏的编剧兼创意总监，该集于2023年1月22日在HBO播出。本集主要讲述了乔尔（佩德罗·帕斯卡饰）和搭档泰絲（安娜·托芙饰）护送少女艾莉（贝拉·拉姆齐饰）穿过波士顿的生物污染区，抵达马萨诸塞州议会大厦。
《染病》是德鲁克曼首次执导的电视剧分集，他表示执导该集的经历影响了他导演游戏的方式。“循声者”在该集中首次亮相，这是一种依靠声音移动的变异生物，设计中采用了特效化妆并以参考了游戏的概念艺术。该集的于2021年10月和2021年11月在加拿大阿尔伯塔省的卡尔加里和埃德蒙顿拍摄。该集获得正面评价，其编剧、导演、制作设计和演员的表演都得到了好评，托芙的表演尤其受到称赞。首播当日，该集有570万观众观看。该集在第75届黄金时段创意艺术艾美奖上获得多项提名，其中托芙被提名为最佳戏剧类剧集女配角。

## 剧情
2003年，雅加达当局向真菌学教授拉特纳·佩蒂维（克莉絲汀·哈基姆饰）展示了一个人类样本，后者将其鉴定为蛇虫草。阿古斯·希达亚特中将（亚尤·A·W·温鲁饰）向拉特纳展示了一具女性尸体，其腿上有人类的咬痕，嘴里有真菌正在生长。他告诉拉特纳，这名妇女在一家面粉厂咬了她的同事后被杀，其他同事则失踪了。拉特娜指出该地点为真菌提供了极好的基质，而且目前这种感染没有治愈方法或疫苗，她建议政府轰炸整个城市以遏制疫情。
时间回到2023年，乔尔（佩德罗·帕斯卡饰）和泰絲（安娜·托夫饰）用枪指着艾莉（贝拉·拉姆齐饰），要求艾莉坦白为什么两人会被派去护送她。艾莉透露火萤已经在西部建立了一个秘密营地，且正在研究疫苗，而她的DNA可能是确保成功的关键。乔尔要求他们返回隔离区，泰丝虽对艾莉的免疫能力持半信半疑，但仍说服乔尔继续执行他们护送艾莉任务，因为只有这样火萤才会为他们提供物资。
三人穿越千疮百孔的都市中心朝马萨诸塞州议会大厦前进，但通往议会大厦的主干道布满一大群感染者，泰丝向艾莉解释说，真菌可以远距离感应到未感染人类，并将其寄主吸引过来。在泰丝的建议下，三人走入一间博物馆绕路，但屋顶坍塌引来了两个“循声者”，这是一种依赖声音移动的变异宿主。艾莉行进过程中不慎发出声响而被咬伤，但也为乔尔和泰丝制造机会杀死两只循声者。三人抵达州议会大厦后发现驻守该地的火萤成员全数丧生。乔尔发现了其中有人感染的证据，并推断这促使他们互相残杀。泰丝试图寻找下一个去处，但乔尔告诉她工作已经完成，他们应该回家。泰丝表示自己不能回去，亮出脖子上的咬痕揭示自己已被感染。而艾莉的伤口则开始愈合，证实了她的免疫力。
一名死去的火萤成员沦为感染者起身时被乔尔枪杀，却将他们的位置暴露给了城市中的其他感染者。泰丝希望乔尔能将艾莉安全送达火萤手中，同时决定牺牲自己为两人争取时间，并叫乔尔先带艾莉去找熟人比尔和法兰克。当乔尔和艾莉离开后，泰丝将整座大堂倒满汽油和炸药。感染者们随后集体破门涌入，一名男性感染者试图通过亲吻泰丝将其同化，此时泰丝引燃房间，伴随众感染者葬身火海。乔尔和艾莉在外面看到了议会大厦的爆炸，但两人只能离开。

## 制作

### 构思与剧本

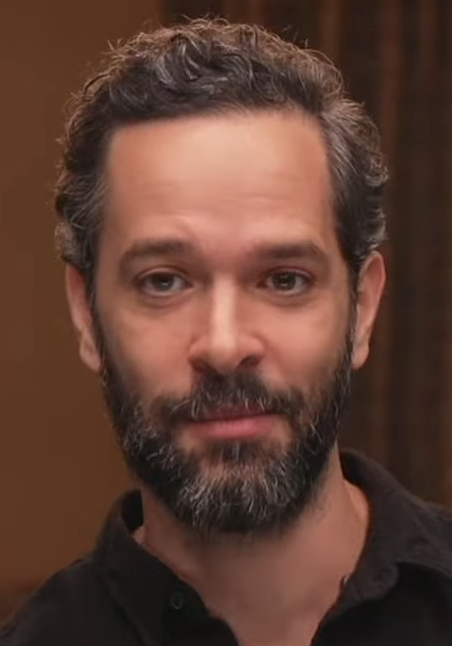
《染病》是该剧的共同开创者尼尔·德鲁克曼首次执导电视节目的电视剧分集

《染病》由《最后生还者》电视剧的开创者克雷格·麦辛执导，另一名开创者尼尔·德鲁克曼编剧，后者为2013年原作游戏的编剧和创意总监。2021年9月，加拿大导演协会透露，德鲁克曼被指派该剧的导演之一；2022年2月，德鲁克曼证实他执导了其中一集，并表示执导该集的经历影响了他导演游戏的方式。他之前曾预测这种体验将与导演游戏有很大不同，但在目睹了麦辛导演第一集后指出了一些相似之处。他发现最大的区别是电视剧在制作之后无法进行更改，而在游戏开发中，他能够要求更改如画面构图照明、服装、环境和天气等元素。由于这是第一次执导电视剧，他花费了一个多月的时间为这一集做准备。帕斯卡认为德鲁克曼是该剧导演中对他人的观点最开放和兴奋的人，拉姆齐认为德鲁克曼的反馈十分可靠，因为他比任何人都更了解这个故事。2023年1月，据透露德鲁克曼执导的集数是第二集。烂番茄于2022年12月透露该集的标题为“虫草变异菌”（Cordyceps Ordo Seclorum）；麦辛澄清这是“一个早期的想法”，后来因其“并没有多大意义”被替换。
早期版本的冷开场是一个不露面的人在打门，后来的剧情揭示其为泰丝的儿子，他已被感染，但由于泰丝不忍将其杀死而将他锁在地下室里。然而编剧们觉得这个场景不合适，在制作前就将其剪掉了（14:08）。托芙和编剧们认为泰丝决定保护艾莉是为了弥补她过去行为的错误（3:18）。最终，麦辛将冷开场设定在印度尼西亚，以令观众产生迷失感，这一技巧来源于文斯·吉利根的电视作品。他发现分集叙事使作品有能力展示疫情的起源及其全球影响（7:45），最初的计划是展示全世界各个城市的画面，但因为缺乏预算而未能实现（9:05）。编剧们认为跟随一个角色及其与另一个角色的短暂联系，可以产生更强的恐惧感，并将事件扎根于现实中（9:23）。开场场景使用了阿里·拉索的歌曲Hampa。
麦辛希望能通过特效化妆让“循声者”看起来与游戏中的设计相似，因为使用视觉效果会让人感觉循声者“不在那里”（14:08）。曾与麦辛在《切尔诺贝利》中合作的巴里·高尔（Barrie Gower）和萨拉·高尔（Sarah Gower）被邀请制作感染者的特效化妆。他们的团队不断地参考游戏中的原始概念艺术。循声者的演员是游戏的粉丝，他们了解循声者的动作（1:17）。由于执行制片人卡洛琳·斯特劳斯不理解循声者的行动方式，乔尔和艾莉间的无声交流是在重新拍摄期间添加的（19:58）。在游戏中，泰丝牺牲自己为乔尔和艾莉争取逃脱士兵的时间，而在该集中，士兵被感染者取代。麦辛认为这些士兵远离隔离区进行巡逻是不合逻辑的，将他们替换为感染者可以展示这些生物之间相互的连接（24:58）。麦辛认为泰丝与感染者之吻强调了爱的主题，指出感染者仍能通过传播真菌来表达爱（29:08）。德鲁克曼希望吻戏的构图和照明足够美丽，以突显它的恐怖性（28:11）。
最后一幕中，乔尔对艾莉的最后一瞥是帕斯卡的即兴表演，德鲁克曼觉得这表明了乔尔对艾莉的失望。麦辛考虑让艾莉跟随乔尔结束该集，但德鲁克曼坚持让结局保持未完状态（32:52）。片尾曲是古斯塔沃·桑塔歐拉拉的歌曲Allowed to be Happy，该歌曲也出现在电子游戏《最后生还者 第II章》（2020年）中。

### 选角与角色
2022年12月发布的预告片揭晓了克莉絲汀·哈基姆饰演的角色。剧组通过Instagram与她取得联系。她一开始有些犹豫是否接受该角色，因为当时正值2019冠状病毒病疫情，她要照顾她的母亲和丈夫，不过她的侄女是原作游戏的粉丝，最终说服她出演。哈基姆于2021年10月底在卡尔加里完成录制，她把传统的巴迪布围巾和印度尼西亚珠宝带到了片场，服装部门同意将其用于该剧。德鲁克曼导演印度尼西亚角色的能力，以及艺术总监在卡尔加里创造的雅加达布景都让哈基姆印象深刻。

### 拍摄
克谢尼娅·谢列达（Ksenia Sereda）担任该集的摄影师。摄制工作于2021年10月2日至18日在埃德蒙顿市中心的赖斯霍华德路及周边地区进行，其中10月12日至14日期间关闭人行道。帕斯卡于10月初在该地区拍摄了定場鏡頭，并在该月晚些时候与拉姆齐和托芙返回该地进行全面制作。该地区是末日后的波士顿的取景，制作设计师约翰·派诺（John Paino）找不到类似波士顿砖街的地点，因此需要在现场手动进行改造和雕刻。由于加拿大的树种与波士顿的树种几乎没有相似之处，因此还需要手动摆放树木。制作团队在赖斯霍华德路上一家意大利餐厅前设置了一个大坑洞，放置了一块巨大的绿屏来制作波士顿的天际线。团队还将一家当地企业改造成了废墟化的美容院，并请求另一家企业允许让特技演员从前窗飞出。
制作地点位于亞伯達省議會大廈，这里被藤蔓和绿植装点。制作组在埃德蒙顿进行为期四天的拍摄，花费约为37.2万加元。10月15日至18日，卡尔加里市区的一些街道因制作而关闭，10月23日至28日，Beltline的几个街区也被关闭。为关闭第四大道高架桥（Fourth Avenue），制作组与市政府进行了约六到八周的谈判。派诺设计了印度尼西亚的实验室，其中包括“巨大且邪恶”的空气管道；他使用简单的颜色以保持现实感，避免使其类似科幻作品。德鲁克曼于2021年11月7日完成该集的制作工作。

## 反响

### 收视表现
该集于2023年1月22日在HBO播出。该集在线性频道和HBO Max首播当晚吸引了570万美国观众，较前一周增加了22%，成为有史以来第二周观众增长最多的HBO原创剧集。线性频道上的首晚观众数量为63.3万人，收视率为0.18。

### 评价
根据評論匯總网站爛番茄汇总的36篇评论文章，97%的评论家给予该作正面评价，平均打分为8.7分（满分10分）。该网站总结的评论家共识是“《染病》阐明了这一世界末日史诗中的利害关系，有安娜·托芙的精彩表演和充分发挥其恐怖潜力的怪物”。帕斯卡的克制和拉姆齐的幽默得到了赞扬，《Den of Geek》的伯纳德·博（Bernard Boo）称赞帕斯卡、拉姆齐和托芙的表演“有意识”，让观众见证了他们的情感基础。Push Square的阿龙·贝恩（Aaron Bayne）认为，拉姆齐还没有像帕斯卡饰演的乔尔一样“体现[艾莉]这个角色”，但喜欢他们对话中的互相调侃。

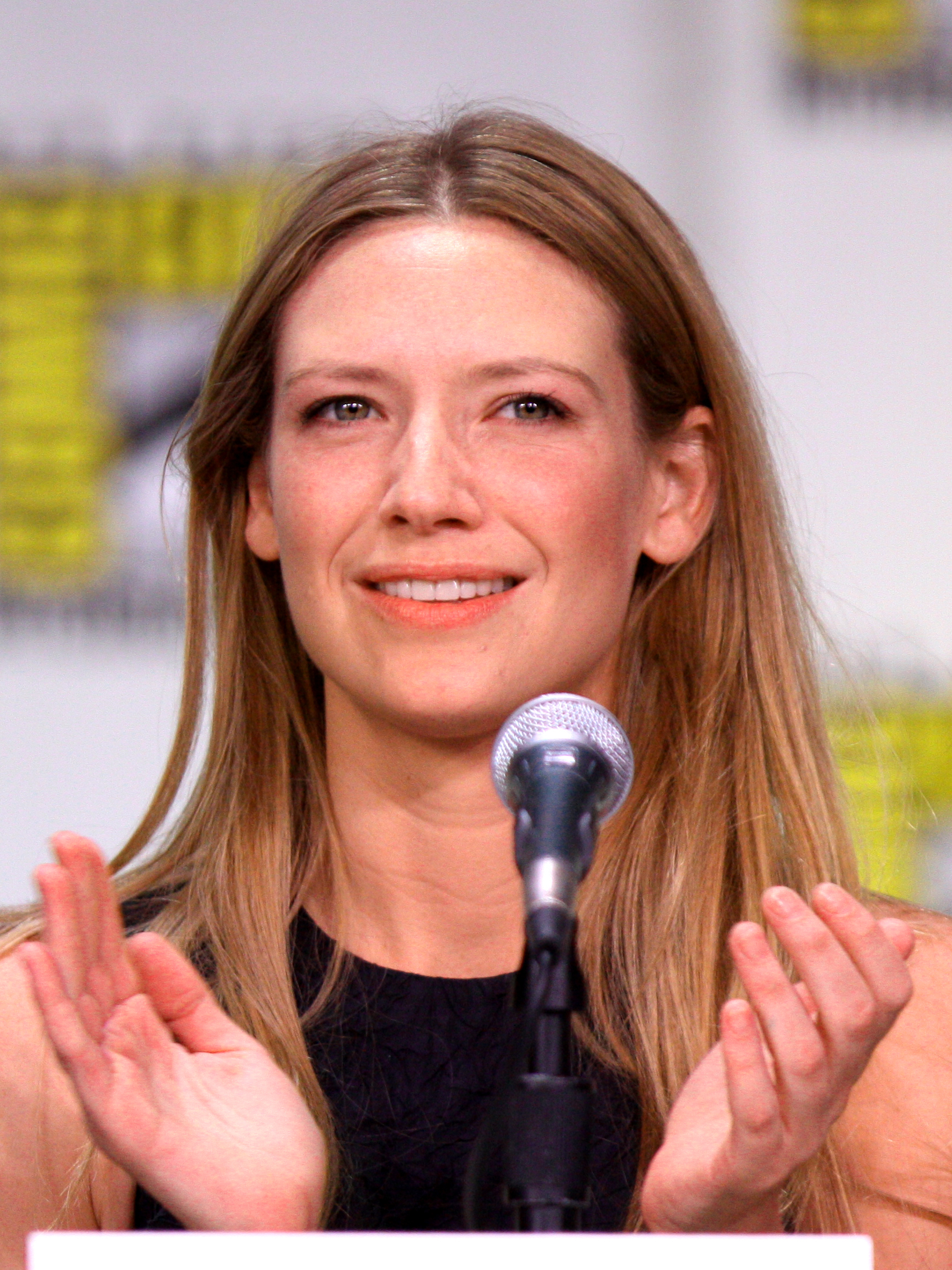
安娜·托芙饰演的泰丝得到评论家的广泛称赞，并在第75届黄金时段创意艺术艾美奖获得了黄金时段艾美奖最佳戏剧类剧集女配角的提名

《TVLine》将托芙评为本周最佳表演者（Performer of the Week），称赞其演出的复杂和细腻。《Total Film》的布拉德利·罗素（Bradley Russell）认为托芙展现了泰丝的情感深度，《Den of Geek》的博认为她的表演精致而令人心碎。IGN的西蒙·卡尔迪（Simon Cardy）写道，她展示了“在伤痕累累、冷峻的外表下的温暖”，赞扬她与帕斯卡饰演的乔尔之间的关系。独立一线的史蒂夫·格林（Steve Greene）赞扬托芙仅通过面部表情就能展示泰丝的悲伤和痛苦。
《Total Film》的罗素赞扬了麦辛的编剧，并发现安静的片段和每一次对话都具有戏剧性的目的和重量。《The Escapist》的达伦·穆尼（Darren Mooney）认为，对话中的大量说明性语言让剧本有时“像阅读攻略指南”，尽管这很有用但不引人入胜。冷开场得到了普遍好评。《华盛顿邮报》的米哈伊尔·克利缅托夫（Mikhail Klimentov）认为，由于没有提供背景信息，它传达了忧郁和恐惧的效果比上一集更有效；而《Den of Geek》的博认为它整体上不如第一集吸引人。IGN的卡尔迪写道，泰丝和感染者之间的吻验证了用卷须代替孢子的创意决定。然而，《Total Film》的罗素认为这是“一个令人困惑的选择，基本上是愚蠢的”，《华盛顿邮报》的克利缅托夫认为这是到目前为止该剧中最糟糕的场景。据其它媒体的报道，观众对该场景的看法也存在分歧；有些人称其令人心碎，另一些人则认为它不必要。
几位评论家赞扬了德鲁克曼的导演和谢列达的摄影，博物馆的动作场景尤获称赞。《Den of Geek》的博称其为“精心编排”，并将其与原作游戏进行了比较，IGN的卡尔迪认为它符合世界的不雅美学。《Total Film》的罗素赞扬了德鲁克曼“在这个破碎的世界中对美的敏锐眼光”，并将一个青蛙在钢琴上的镜头视为其亮点。《纽约时报》的诺埃尔·穆拉伊（Noel Murray）认为低角度鏡頭为视觉效果提供了有效的背景。评论家们还赞扬了制作设计，IGN的卡尔迪认为它是“节目的高潮之一”，展现了自然重新夺回文明的视觉效果；《Den of Geek》的博认为循声者的设计和声音适当地令人恐惧；《好莱坞报道》的丹尼尔·芬伯格（Daniel Fienberg）称其循声者的设计“清新而令人兴奋”，是《行尸走肉》这类丧尸设计的“味觉清新剂”。

### 獎項
| 屆次與獎名                   | 獎項                                                 | 入圍者 | 結果 | 來源          |
| ---------------------------- | ---------------------------------------------------- | --- | ---- | ------------- |
| 第75届黄金时段创意艺术艾美奖 | 最佳戏剧类剧集女配角                                 | 安娜·托芙 | 提名 | [ 46 ]        |
| 第75届黄金时段创意艺术艾美奖 | 最佳特效化妆                                         | 《染病》 | 獲獎 | [ 46 ]        |
| 第75届黄金时段创意艺术艾美奖 | 当代叙事节目最佳制作设计（一小时及以上）             | 《染病》 | 提名 | [ 46 ]        |
| 第22屆視覺效果工會獎         | 最佳視覺效果（真人影集分集類）                       | 艾力克斯·王（Alex Wang）、西恩·諾蘭（Sean Nowlan）、史蒂芬·詹姆斯（Stephen James）、西蒙·榮格（Simon Jung）和喬爾·惠斯特（Joel Whist）                                       | 獲獎 | [ 47 ] [ 48 ] |
| 第22屆視覺效果工會獎         | 最佳合成與打光（影集分集類）                         | 波士頓布景（Boston set）——凱西·戈頓（Casey Gorton）、法蘭西斯科·戴爾安娜（Francesco Dell'Anna）、瓦茨拉夫·庫班特（Vaclav Kubant）和娜塔莉亞·瓦爾布埃納和（Natalia Valbuena） | 提名 | [ 47 ] [ 48 ] |
| 第28屆藝術指導工會獎         | 最佳制作设计（一小時時代劇或奇幻題材單攝影機影集類） | 约翰·派诺（John Paino） | 獲獎 | [ 49 ]        |
| 2023年好萊塢專業協會獎       | 最佳音效–影集單集或非院線電影                        | 迈克尔·贝纳文特（Michael Benavente）、马克·菲什曼（Marc Fishman）、凱文·羅奇（Kevin Roache）、克里斯·特休恩（Chris Terhune）和克里斯托弗·巴塔格利亚（Christopher Battaglia）                                                                            | 獲獎 | [ 50 ]        |
| 2023年MTV影視大獎            | 最佳接吻                                             | 泰丝和感染者之间的吻——安娜·托芙與菲利普·普拉茹（Philip Prajoux） | 提名 | [ 51 ]        |